# Bruno Habārovs
Bruno Habārovs, né le 30 avril 1939 à Riga, RSS de Lettonie et mort le 29 août 1994 dans la même ville, est un escrimeur letton, qui a tiré toute sa carrière sous bannière soviétique. Aux Jeux de Tokyo 1960, il a décroché deux médailles de bronze à l'épée individuelle et par équipes.

## Carrière
En deux ans, Habārovs connaît la consécration mondiale et olympique. Vainqueur des championnats du monde en 1959, devant le Britannique Allan Jay et l'Italien Giuseppe Delfino, il décroche la même année une médaille d'argent par équipes. L'année suivante, aux Jeux de Tokyo, il se qualifie pour la poule finale de huit tireurs en passant les quatre tours préliminaires avec un bilan de 14 victoires et 5 défaites, ainsi qu'une victoire supplémentaire dans un match de barrage. En poule finale, il s'incline à trois reprises, dont une fois contre Delfino (2-5), mais l'emporte face à Jay (5-2), qu'il avait déjà battu deux fois durant les tours préliminaires. Mais ces deux hommes, avec seulement deux défaites, devancent le Soviétique qui doit disputer un barrage pour la médaille de bronze. Opposé au Hongrois József Sákovics, Habārovs l'emporte (8-7) et gagne la médaille de bronze, rejoignant ses deux dauphins du championnat du monde 1959 sur le podium olympique. Dans l'épreuve par équipes, Habārovs est invaincu dans les trois premières rencontres de l'équipe soviétique, facilement gagnées contre la Suisse (9-1), le Japon (9-0) et l'Allemagne (9-2). Il perd un de ses deux matchs contre l'équipe d'Italie, qui se conclut par une défaite (6-9). Enfin, il perd deux de ses trois matchs dans la finale pour la troisième place face à la Hongrie, mais les soviétiques l'emportent (9-5). 
En 1961, Habārovs est de nouveau sacré champion du monde, cette fois par équipes, devançant les équipes de France et de Suède. C'est son dernier titre international. Aux Jeux de Rome en 1964, il est éliminé en individuel dès le second tour de poules, avec quatre défaites pour deux victoires. Par équipes, il est invaincu contre les modestes équipes du Liban (victoire 9-1) et d'Argentine (15-1). Mais, avec trois défaites, il 
ne permet pas à l'équipe soviétique de battre la Hongrie (4-8) au stade des quarts de finale.

## Palmarès
- Jeux olympiques
  -  Médaille de bronze aux Jeux olympiques de 1960 à Tokyo
  -  Médaille de bronze par équipes aux Jeux olympiques de 1960 à Tokyo

- Championnats du monde d'escrime
  -  Médaille d'or aux championnats du monde d'escrime 1959 à Budapest
  -  Médaille d'or par équipes aux championnats du monde d'escrime 1961 à Turin
  -  Médaille d'argent par équipes aux championnats du monde d'escrime 1959 à Budapest
  -  Médaille de bronze par équipes aux championnats du monde d'escrime 1962 à Buenos Aires
  -  Médaille de bronze par équipes aux championnats du monde d'escrime 1965 à Paris